# Rugby league
Rugby league – 13-osobowa odmiana rugby, która wyłoniła się pod koniec XIX wieku z rugby union w wyniku sporu o profesjonalizm. Sport narodowy Papui-Nowej Gwinei, popularny głównie w Australii i Anglii, a w mniejszym stopniu także w Nowej Zelandii, na południu Francji i na wyspach Pacyfiku.
Podobnie jak rugby union, rugby league to gra polegająca na podawaniu owalnej piłki ręką lub nogą przy czym podania ręką do przodu są zabronione. Punkty zdobywa się za przyłożenie piłki na polu punktowym przeciwnika, bądź za udane kopnięcie na bramkę w kształcie litery H z gry (drop goal, niekiedy błędnie zwane także field goal), rzutu karnego lub w ramach podwyższenia.
Organem zarządzającym rugby league na świecie jest International Rugby League wraz z pododdziałami regionalnymi: European Rugby League (ERL) i Asia-Pacific Rugby League (APRL). Poza naturalnymi regionami działania, organizacje te wspierają rozwój dyscypliny w innych zakątkach świata. Ameryka Północna wraz Bliskim Wschodem i Afryką podlegają ERL, tymczasem Ameryka Południowa i RPA przynależą do APRL.

## Historia
Początki rugby league są wspólne z pozostałymi sportami piłkarskimi. W 1871 r. powstanie the Rugby Football Union usankcjonowało rozdział piłki nożnej od rugby. Pod koniec XIX wieku narastający konflikt dotyczący zawodowstwa doprowadził do rozłamu; kością niezgody był brak poparcia dla wynagradzanania finansowo zawodnikom zwolnień z pracy na czas gry. W przypadku robotniczej północy Anglii okazało się to mieć kluczowe znaczenie i w ten sposób 23 zespoły dnia 29 sierpnia 1895 r. powołały the Northern Rugby Football Union.
W ciągu kolejnych lat doszło do kilku ważnych zmian w sposobie prowadzenia gry, jak wyeliminowanie autów (1897 r.), raków zastąpionych przez regułę play-the-ball i zmniejszenie liczby dozwolonych zawodników na boisku z 15 do 13 (obie zmiany w 1906 r.).
Do podobnego konfliktu doszło też w Australii i w 1907 r. powołano związek rugby league w Nowej Południowej Walii, a rok później w Queenslandzie. Wkrótce odmiana league stała się dominująca w północno-wschodniej części kontynentu.
Gdy w latach 1931-38 Francję wykluczono z Turnieju Pięciu Narodów w rugby union, wersja trzynastoosobowa gry dotarła do tego kraju, zdobywając dużą popularność szczególnie w latach 40. i 50. Między 1949 a 1991 r. nie używano określenia rugby, tylko „Jeu à Treize” (gra w trzynastu).
Wpływy Australii w regionie Pacyfiku doprowadziły do popularyzacji rugby league w tym regionie, szczególnie w Papui-Nowej Gwinei.
W 1948 r. powołano Międzynarodową Federację Rugby League (Rugby League International Federation), która z inicjatywy Francji od 1954 r. organizuje Puchar Świata w Rugby League.
W 1980 r. rozegrano po raz pierwszy turniej State of Origin między reprezentacjami Queenslandu i Nowej Południowej Walii. W ostatnich latach obserwuje się wzrozt zainteresowania rugby league poza regionami utożsamianymi z tą dyscypliną, głównie dzięki medialności australijskich rozgrywek i emigracji zarobkowej.

## Zasady

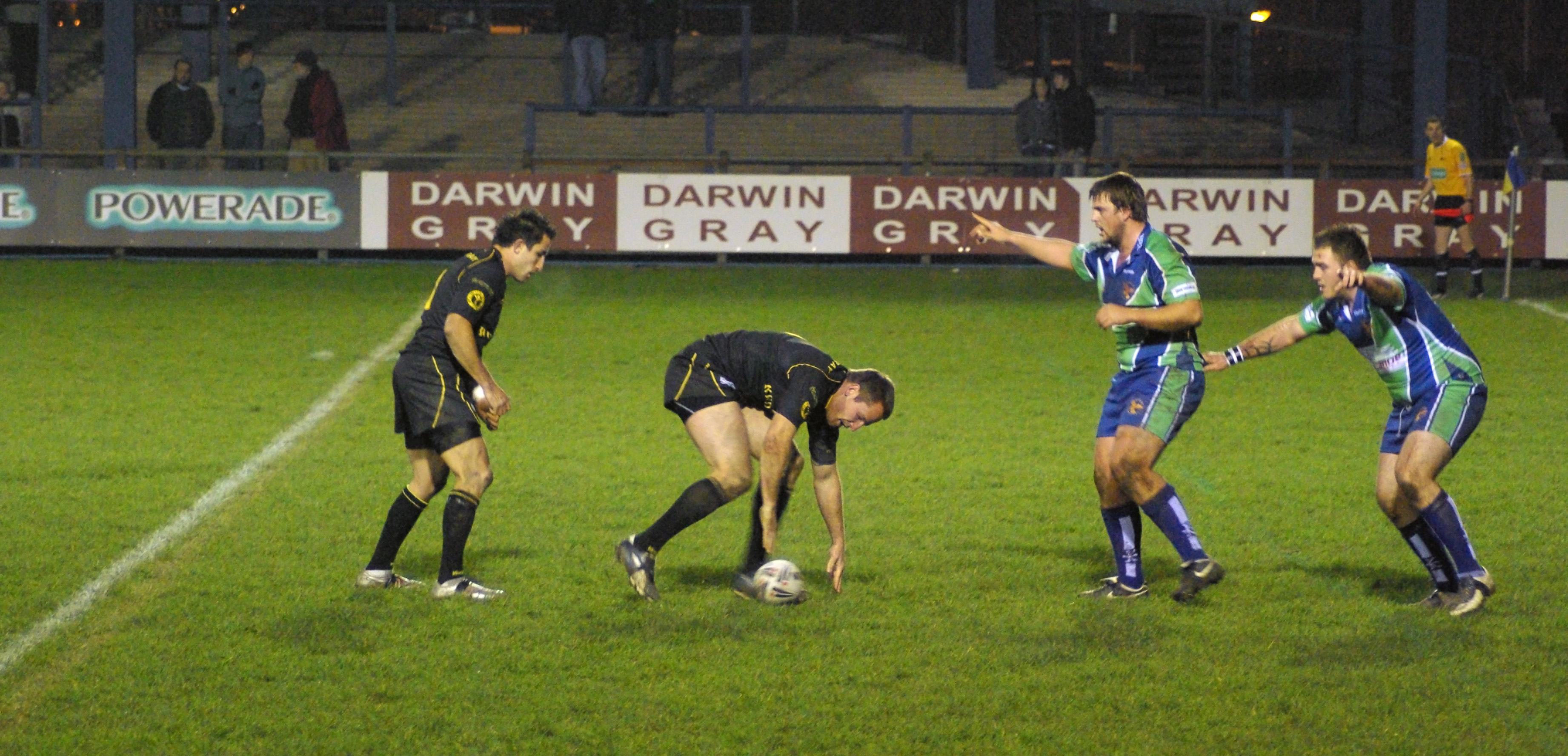
Charakterystyczne dla rugby league wznowienie play the ball

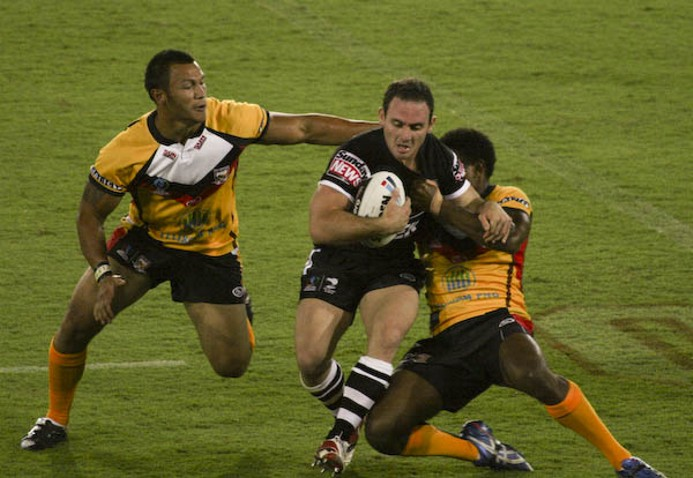
Próba szarży w meczu Rugby League

Rugby union i league są do siebie bardzo podobne, choć występują pewne znaczące różnice.
W obu odmianach dyscypliny piłkę można kopać lub podawać ręką przy czym w tym drugim przypadku podanie musi być wykonane do tyłu. Można zatrzymywać tylko zawodników będących w posiadaniu piłki, łapiąc za koszulkę, nogi, ręce, blokując ciałem; łapanie za głowę lub szyję jest zabronione. Nie można atakować przeciwnika niebędącego obiema nogami na ziemi.

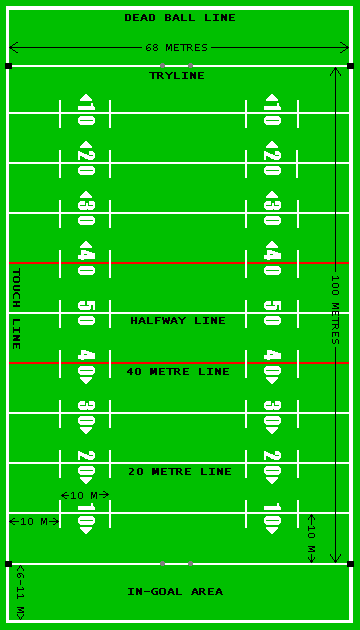
Boisko do gry w rugby league

Rugby league to gra z regułą o sześciu szarżach (six-tackle rule) i o rozgrywaniu piłki (play-the-ball). Drużyna w posiadaniu piłki może podjąć sześć prób (zakończonych przez szarże drużyny przeciwnej, ang. tackles) w trakcie których stara się zdobyć punkty. Jeśli atakowi nie uda się zdobyć ani przyłożenia ani gola po sześciu kolejnych próbach, traci posiadanie piłki na rzecz drużyny przeciwnej.
Przyłożenie warte jest 4 punkty, podwyższenie i gol z rzutu karnego 2, a gol z gry jeden punkt.
Gdy piłka wypadnie z pola gry drużyny formują młyn bez opozycji (ang. uncontested).
Poza momentami rozpoczęcia połówek meczu i po zdobyciu punktów, piłka zawsze wprowadzana jest do gry przez play the ball: jeden z zawodników formacji atakującej toczy piłkę pod stopę do innego zawodnika.
Próba kończy się w momencie, gdy piłka staje się martwa, co ma miejsce następujących sytuacjach:
- zawodnik niosący piłkę upada na boisko i jego ramię dotyka boiska, np. po szarży przeciwnika;
- jego ruch w przód w kierunku pola punktowego przeciwnika zostaje zatrzymany przez zawodników obrony, co orzeka sędzia;
- podczas akcji piłka lub zawodnik ją niosący wychodzi poza boisko;
- drużyna zdobywa punkt.

Na mecz składają się dwie 40-minutowe połowy. Czas może być zatrzymany po sygnalizacji sędziego. W przypadku przekroczenia regulaminowego czasu gry akcja nie jest przerywana przez sędziego – mecz kończy się dopiero po przerwaniu akcji (np. po szarży, wyjściu piłki za linię boczną boiska, zdobyciu punktów).
Boisko do rugby league jest 2 m. węższe niż w przypadku rugby union. Pola punktowe są zazwyczaj też krótsze.

### Zawodnicy
Numeracja zawodników jest ściśle określona przez zasady. Zawodnicy wychodzący od początku na boisko mają numery od 1 do 13, rezerwowi od 14 do 17. Drużyna składa się z dwóch podstawowych formacji – obrońcy (backs) (zawodnicy z numerami 1 – 7) i ataku (forwards) (numery 8 – 13).

## Popularność
Rugby League jest uznawane za sport narodowy Papui-Nowej Gwinei i Wysp Cooka. Jest też popularne w północnej Anglii i w północno-wschodniej Australii (stany Queensland i Nowa Południowa Walia oraz Terytorium Stołeczne). Ponadto jest to sport względnie popularny na wyspach Pacyfiku i na południu Francji oraz w pozostałych częściach Wielkiej Brytanii i Australii, gdzie jednak ustępuje wersji union (piętnastoosobowej lub siedmioosobowej).
Oprócz wymienionych państw w Pucharze Świata brały udział jeszcze RPA i Liban, a w 2013 roku zadebiutowały Włochy i Stany Zjednoczone. W IRL zrzeszonych jest obecnie 57 państw, z czego 43 jest sklasyfikowanych w rankingu drużyn.
W Polsce jest to niszowy sport, znacznie mniej popularny niż odmiana XV-osobowa. Pierwszą polską drużynę założono w 2011 roku w Łodzi, a pierwsze mistrzostwa Polski odbyły się w 2017 i od tamtej pory odbywają się cyklicznie w okresie wakacyjnym. Polska reprezentacja w 2018 roku wygrała turniej ENWC 2018 Trophy, czyli drugi szczebel światowych rozgrywek dla reprezentacji krajów stawiających pierwsze kroki w 13-osobowym rugby.

## Rozgrywki
Najpopularniejszymi zawodowymi ligami są australijska National Rugby League w której oprócz drużyn ze wschodniej Australii gra jedna nowozelandzka oraz angielska Super League w której gra jedna drużyna z Francji (grały też drużyny walijskie). Mniejsze znaczenie ma francuska Super XIII. Rozgrywki półzawodowe istnieją też m.in. w USA, Nowej Zelandii, Papui-Nowej Gwinei. W Australii i w Europie istnieją jednocześnie rozgrywki pucharowe.
W Polsce rozgrywane są amatorskie Mistrzostwa Polski w Rugby League. Przedsezonowo organizowany jest też Puchar Polski Rugby 9. 
Jednym z największych wydarzeń w światowym rugby league jest turniej State of Origin – seria trzech meczów między reprezentacjami Queenslandu (Brązowi, ang. Maroons) i Nowej Południowej Walii (Błękitni, ang. Blues).
Najbardziej prestiżowymi rozgrywkami międzynarodowymi są Puchar Świata, Turniej Czterech Narodów i the Ashes. Puchar Świata w Rugby League rozegrano po raz pierwszy we Francji w 1954 r., gdzie zwyciężyła reprezentacja Wielkiej Brytanii nad Francją. Od tego czasu odbyło się 16 turniejów, w których trzykrotnie wygrywali Brytyjczycy, dwunastokrotnie Australijczycy, a w 2008 r. dość niespodziewanie Nowozelandczycy. Do finału dwukrotnie dostali się Francuzi, a w 2021 po srebrny medal sięgnęła reprezentacja Samoa. W 2017 turniej zorganizowano w Australii, Nowej Zelandii i Papui-Nowej Gwinei, a edycję 2021 rozegrano w Anglii. Na 2026 zaplanowana jest 17. edycja, której gospodarzem będą Australia i Papua-Nowa Gwinea, a w ramach wydarzenia mają odbyć się finały Mistrzostw Świata Rugby League mężczyzn, kobiet i w rugby league na wózkach.
Turniej Czterech Narodów, rozgrywany od 1999 do 2008 jako puchar Trzech Narodów, jest rozgrywaną serią meczów między Anglią, Australią, Nową Zelandią i czwartą zaproszoną drużyną (jak dotąd były to Francja, Papua-Nowa Gwinea, Samoa, Szkocja i Walia). Drużyny są zapraszane na bazie wyników w Pucharze Narodów Europy i w Pucharze Pacyfiku. W 2012 i 2013 r. turnieju nie rozegrano, żeby pozwolić drużynom przygotować się do Pucharu Świata.
The Ashes (z ang. prochy) są serią trzech meczów rozgrywanych między Wielką Brytanią i Australią. Między 1908 a 2003 r. odbyło się 39 turniejów, których 20 wygrali Australijczycy. Drużyna europejska przegrała 13 ostatnich edycji, ostatnie zwycięstwo w turnieju odnosząc w 1970 r. Nie zawsze drużyny były czysto narodowe i grali w nich też zawodnicy z sąsiednich krajów (po raz ostatni w 1946 r.). Do turnieju nie doszło w 2012 r. w związku z przygotowaniami do Pucharu Świata. Rozgrywki reaktywowano w 2025.
Mistrzostwa Europy w Rugby League to 4-stopniowy system rozgrywek o mistrzostwo Europy. W edycji 2025 bierze udział 12 zespołów, pogrupowanych po 3 drużyny w dywizje A,B,C i D według rankingu światowego. W każdej grupie odbywają się mecze w formule ,,każdy z każdym", po czym najlepsza reprezentacja awansuje szczebel wyżej, a najgorsza spada do niższej dywizji na rok 2026. Polska nie bierze udziału w tych rozgrywkach.